# Список Долгопольського
Список Долгопольського — список слів, складений Ароном Долгопольським у 1964 році. Список Долгопольського є переліком 15 базових лексем, що є семантично найбільш стійкими. Список був складений у результаті вивчення 140 мов, поширених у всій Євразії.

## Список
Слова, що є найбільш стабільними:
1. я/ми
2. два
3. ти
4. хто/що
5. мова
6. ім'я
7. око
8. серце
9. зуб
10. не/ні
11. ніготь
12. воша/гнида
13. сльоза
14. вода
15. мертвий

Перше в списку, я/ми, у 140 вивчених мовах ніколи не було змінено впродовж усієї історії мови. Останнє в списку, мертвий, було змінено у 25 % мов. Дванадцяте в списку, воша/гнида, добре збереглося у північнокавказьких, дравідійських та тюркських мовах, але не в інших протомовах.